# The Isolation Game
The Isolation Game es el quinto álbum de estudio de la banda italiana de death metal melódico Disarmonia Mundi, y fue lanzado el 9 de diciembre de 2009 a través del sello Coroner Records el cual es propiedad del guitarrista e instrumentalista de la banda, Ettore Rigotti. Cuenta con la participación de Björn "Speed" Strid y Antony Hämäläinen en las voces y de Olof Mörck en algunos solos de guitarra.

## Lista de canciones
1. "Cypher Drone" - 4:29
2. "Structural Wound" - 3:18
3. "Perdition Haze" - 4:20
4. "Building An Empire of Dust" - 4:23
5. "Stepchild of Laceration" - 5:01
6. "The Isolation Game" - 4:05
7. "Blacklight Rush" - 3:47
8. "Glimmer" - 2:01
9. "Ties That Bind" - 4:05
10. "Losing Ground" - 4:14
11. "Same Old Nails for a New Messiah" - 3:58
12. "Digging the Grave of Silence" - 4:18
13. "Beneath a Colder Sun" - 1:25
14. "The Shape of Things to Come" (Japanese Bonus Track) - 4:10

## Créditos
- Ettore Rigotti – guitarra, bajo, teclados, batería, voces limpias
- Claudio Ravinale − deathgrowls, voz, letras
- Björn "Speed" Strid - vocalista invitado en las canciones 1, 2, 6, 7, 9, 11, y 14
- Olof Mörck - solos de guitarra en las canciones 5 y 10
- Antony Hämäläinen - vocalista invitado en las canciones 2, 3, y 11